# Sognando la California/Dolce di giorno
Sognando la California/Dolce di giorno è il secondo singolo del gruppo musicale italiano dei Dik Dik, pubblicato nel 1966 dalla Dischi Ricordi.

## Descrizione
La copertina raffigura i cinque componenti del gruppo con i loro nomi e uno sfondo a strisce colorate.
Il disco entrò nell'ottobre 1966 nella hit parade italiana fino a raggiungere il secondo posto (al primo posto era Strangers in the Night eseguita da Frank Sinatra), e rimase fra i primi dieci fino a dicembre; alla fine dell'anno risultò essere il secondo disco più venduto in Italia
Sognando la California è la cover di California Dreamin' dei The Mamas & the Papas. Mogol fece ascoltare l'originale a Pietro Montalbetti, che rimase entusiasta delle soluzioni vocali del quartetto statunitense e del suo arrangiamento, e chiese a Mogol di preparare un adattamento italiano del testo per poterlo incidere. 
Ancora oggi Sognando la California è uno dei brani-simbolo del gruppo e una delle canzoni più rappresentative del periodo.
Introdotta da un riff di armonica a bocca e costruita come un blues, Dolce di giorno è una delle prime canzoni composte da Lucio Battisti in collaborazione con Mogol. La base musicale su cui cantano i Dik Dik sarà utilizzata dall'autore stesso del brano per realizzare la sua versione, che andrà a costituire la facciata B del suo primo 45 giri (Dolce di giorno/Per una lira) e che sarà successivamente inclusa anche nell'album Lucio Battisti.

## Tracce
Lato A
1. Sognando la California – 2:21 (testo: Mogol – musica: John Phillips)

Lato B
1. Dolce di giorno – 2:38 (testo: Mogol – musica: Lucio Battisti)

## Formazione
- Giancarlo Sbriziolo - voce, basso
- Erminio Salvaderi - voce, chitarra
- Pietruccio Montalbetti - voce, chitarra
- Sergio Panno - batteria
- Mario Totaro - tastiere